# Парафія Пресвятого Серця Ісуса в Сулковіцах
Парафія Пресвятого Серця Ісуса в Сулковіцах — римо-католицька парафія, що належить до Сулковицького деканату Краківської архієпархії  .
У XII столітті Сулковиці вже були організованою парафією. У них була дерев'яна церква Всіх Святих, побудована за правління Болеслава Честного. До парафії належали села: Бєнькувка (до 1799 р.), Тшебуня (до 1809 р.), Гарбутовіце (до 1823 р.), Руднік (до 1949 р.), Ясениця (до 1982 р.), Бертовіце (до 2006 р.).
Лише на короткий період у 19 столітті парафія належала до Тарновської єпархії. Від початку свого існування вона була і зараз перебуває в Краківській дієцезії.Парафіяльний костел збудований у неороманському стилі за зразком ранньохристиянських базилік, має три нави. Будівництво, з великими перервами, тривало з 1936 по 1964 рік.

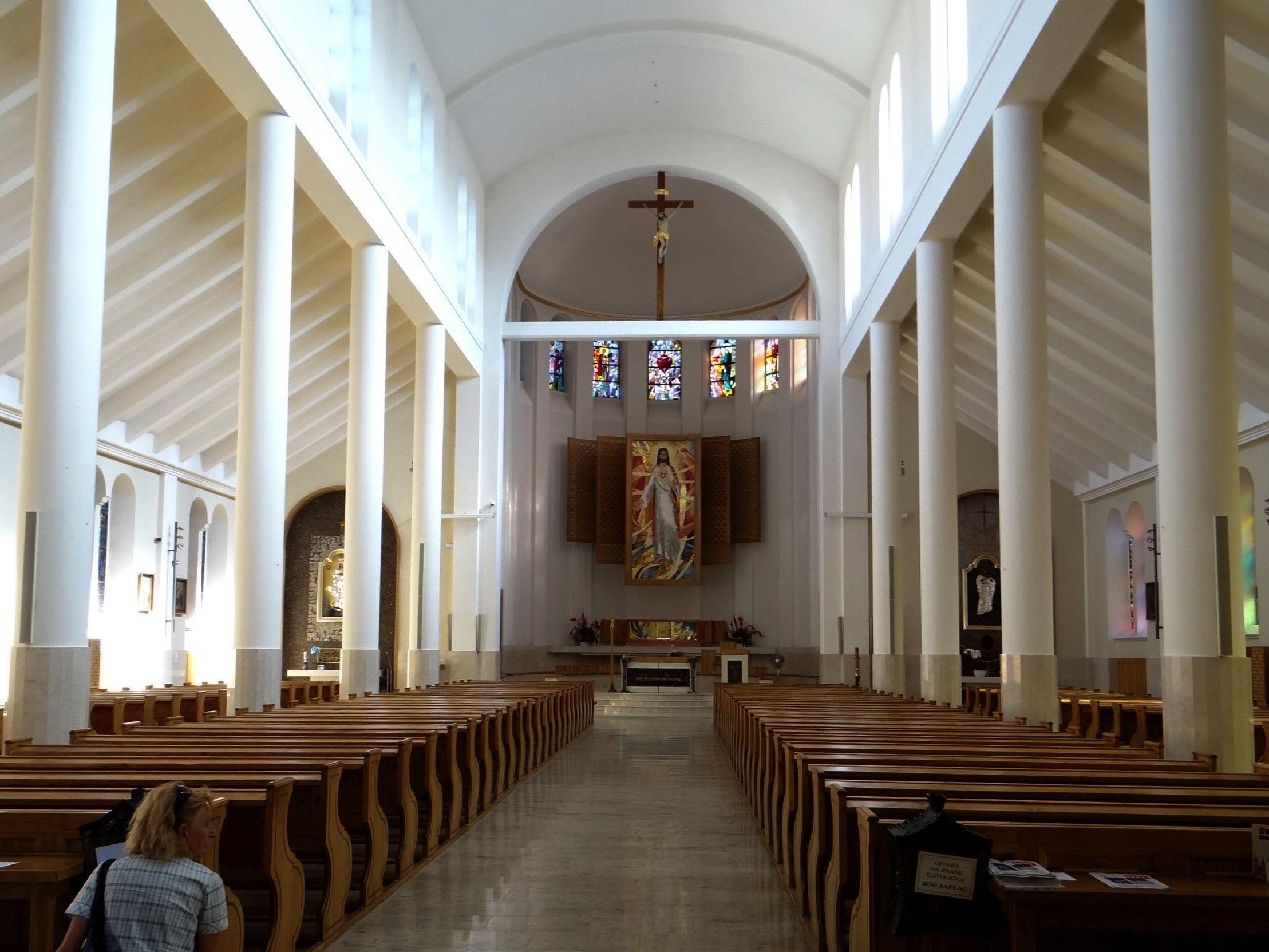
Інтер'єр костела

Храм освятив єпископ Юліан Ґроблицький 8 листопада 1964 року. Обладнання церкви включає в себе 24-голосний сопілковий орган з двома мануалами ( клавіатурами ) та педаллю, збудований у 1985 році органобудівною компанією Влодзімєжа Трущинського з Варшави. Костел має бічні вівтарі Непорочного Зачаття Матері Божої та св. Йосипа. Парафія має чотири дзвони, в т.ч дзвін "Кароль" освячений кардиналом Каролем Войтилою . Розбилися два дзвони. На їх місці відлито нові дзвони: «Серце Ісуса» та «Святого Яна Канті». Їх поблагословив кардинал Станіслав Дзівіш під час конфірмації 20 червня 2007 року. У 2008 році замінено дах.

## Парафіяльні групи
Душпастирська Рада, Апостольська Група, Троянди Вервиці, Почесна Варта NSPJ, Оаза Божих Дітей, Місійне Коло, Стаційне Коло, Хор Апасіоната, вівтарники, лектори, парафіяльна газета «Від серця».

## Інші церкви та каплиці парафії
- Каплиця Воздвиження Святого Хреста т. зв. каплиця "На Обласку", приблизно 500 м від костелу
- Каплиця Святої Софії, приблизно за 300 м від костелу

## Виноски
1. ↑  Opis parafii na stronie archidiecezji krakowskiej